# Мустаярви
Му́стая́рви (Муста-ярви; фин. Mustajärvi) — озеро на территории Лоймольского сельского поселения Суоярвского района Республики Карелия.

## Общие сведения
Площадь озера — 0,5 км². Располагается на высоте 107,5 метров над уровнем моря.
Форма озера продолговатая: вытянуто с северо-запада на юго-восток. Берега каменисто-песчаные.
Из юго-восточной оконечности озера вытекает ручей без названия, втекающий в озеро Салменъярви, через которое протекает река Уксунйоки.
Вдоль юго-западного и северо-восточного берегов озера проходят грунтовые дороги местного значения без наименования.
На северном берегу озера расположен посёлок Райконкоски к ЮЮВ от озера.
Название озера переводится с финского языка как «чёрное озеро».
Код объекта в государственном водном реестре — 01040300211102000013919.